# Марсел Гранолерс
Марсел Гранолерс Пуйол (на испански: Marcel Granollers Pujol) [maɾˈθel ɣɾanoˈʎeɾs puˈʝol] е испански тенисист. 

## Биография
Марсел Гранолерс Пуйол е роден на 12 април 1986 г. в Барселона, Испания. Братът на Гранолерс Жерар, също е тенисист и двамата са спечелили заедно пет титли на Чалънджър на двойки.

## Кариера
Марсел Гранолерс достига най-високото класиране на двойки в света, номер 1, на 6 май 2024 г. Той е втория испанец постигнал това постижение. На сингъл има най-високо класиране, като номер 19, постигнато на 23 юли 2012 г.
Марсел Гранолерс печели 31 ATP титли, 4 на сингъл и 27 на двойки. Финалист е на ATP Световен Тур през 2012 г. Достига пет финала на Големия шлем на двойки на.

## Кариерна статистика

### ATP финали на сингъл (4 титли; 7 финала)
|        | П–З | Година | Турнир                | Клас      | Настилка   | Опонент              | Резултат           |
| ------ | --- | ------ | --------------------- | --------- | ---------- | -------------------- | ------------------ |
| Победа | 1–0 | 2008   | Ю Ес Клей Чемпиъншипс | 250 серии | Клей       | Джеймс Блейк         | 6–4, 1–6, 7–5      |
| Загуба | 1–1 | 2010   | Валенсия Оупън        | 500 серии | Твърда (з) | Давид Ферер          | 5–7, 3–6           |
| Победа | 2–1 | 2011   | Суис Оупън            | 250 серии | Клей       | Фернандо Вердаско    | 6–4, 3–6, 6–3      |
| Победа | 3–1 | 2011   | Валенсия Оупън        | 500 серии | Твърда (з) | Хуан Монако          | 6–2, 4–6, 7–6(7–3) |
| Загуба | 3–2 | 2012   | Хърватия Оупън        | 250 серии | Клей       | Марин Чилич          | 4–6, 2–6           |
| Победа | 4–2 | 2013   | Австрия Оупън Кицбюел | 250 серии | Клей       | Хуан Монако          | 0–6, 7–6(7–3), 6–4 |
| Загуба | 4–3 | 2014   | Гран При Хасан Втори  | 250 серии | Клей       | Гилермо Гарсия Лопес | 7–5, 4–6, 3–6      |